# 朱德元帅
《朱德元帅》，中国大陆电视剧，导演郑克洪，主演王伍福、古月、闫妮、郭伟华、郭法曾。

## 剧情
该剧从清朝末年，朱德去云南讲武堂读书开始一直到朱德荣获十大元帅勋章结束，主要介绍朱德戎马战场的生涯。

## 演出
- 王伍福 出演 朱德
- 闫妮 出演 康克清
- 古月 出演 毛泽东
- 郭伟华 出演 周恩来
- 郭法曾 出演 刘少奇
- 范燕 出演 萧菊芳
- 刘敏涛 出演 陈玉珍
- 熊睿玲 出演 伍若兰
- 王燕熙 出演 邓小平

## 制作
该剧由中国电视艺术家协会、中国中央电视台、四川电视台、四川泸州老窖股份有限公司一同制作。

## 奖项
该剧荣获第三届中国金鹰电视艺术节·优秀作品奖。